# Boražinolike
Boražinolike (Boraginales), biljni red s jednom porodicom, Boraginaceae, kojemu pripada 125 rodova s preko 2700 vrsta zeljastog bilja, grmova, drveća i lijana. Najvažniji rod po kojem su porodica i red dobili ime je Borago, u hrvatskom jeziku poznat kao oštrolist ili oštrolistac. Ljekoviti oštrolistac ili boražina (Borago officinalis), biljka je zvjezdastog cvijeta plave boje, sa stabljikom i listovima prekrivenih bjelkastim dlačicama. Njezino porijeklo je u Siriji, a u Europu su je donijeli Arapi. Smatra se veoma ljkovitom, a od nje se radi i ulje koje blagotvorno djeluje na zdravlje i ljepotu.
U Hrvatskoj je prisutan znatan broj rodova koji pripadaju u boražinolike, to su vučji jezik ili krvavica (Alkanna), volujak (Anchusa), broćanica (Asperugo), visika (Cerinthe), pasji jezik (Cynoglossum), Cynoglottis (vrsta Barelierov volujak), lisičina (Echium), bradavka ili sunčac (Heliotropium), čičkovac (Lappula), biserka ili vrapčje sjeme (Lithospermum), lasinje (Moltkia), potočnica ili plavomilje (Myosotis), Neatostema (vrsta apulska biserka), srdovica (Nonea), mišje uho (Omphalodes), oštrika ili oštrolist (Onosma), plućnjak (Pulmonaria) i gavez (Symphytum).
Neki stručnjaci zagovaraju priznavanje jedne porodice unutar općeprihvaćenog monofiletičkog reda Boraginales u podrazredu Lamiidae, dok drugi predlažu priznavanje nekoliko različitih porodica. 

## Porodice
1. Familia Boraginaceae Juss. (2033 spp.)
  1. Subfamilia Echiochiloideae Weigend
    1. Tribus Echiochileae Långström & M. W. Chase
      1. Echiochilon Desf. (16 spp.)
      2. Ogastemma Brummitt (1 sp.)
      3. Antiphytum DC. ex Meisn. (14 spp.)

  2. Subfamilia Boraginoideae
    1. Tribus Lithospermeae Dumort.
      1. Subtribus Cerinthinae
        1. Cerinthe L. (6 spp.)
        2. Huynhia Greuter (2 spp.)

      2. Subtribus neopisan?
        1. Moltkia Lehm. (6 spp.)
        2. Neatostema I. M. Johnst. (1 sp.)
        3. Mairetis I. M. Johnst. (1 sp.)
        4. Moltkiopsis I. M. Johnst. (1 sp.)
        5. Lithodora Griseb. (3 spp.)
        6. Halacsya Dörfl. (1 sp.)
        7. Paramoltkia Greuter (1 sp.)

      3. Subtribus Lithosperminae
        1. Aegonychon Gray (3 spp.)
        2. Buglossoides Moench (6 spp.)
        3. Glandora D. C. Thomas, Weigend & Hilger (8 spp.)
        4. Lithospermum L. (82 spp.)
        5. Ancistrocarya Maxim. (1 sp.)

      4. Subtribus neopisan?
        1. Arnebia Forssk. (32 spp.)
        2. Stenosolenium Turcz. (1 sp.)
        3. Podonosma Boiss. (3 spp.)
        4. Alkanna Tausch (66 spp.)

      5. Subtribus Echiinae
        1. Pontechium Böhle & Hilger (1 sp.)
        2. Echium L. (71 spp.)
        3. Echiostachys Levyns (3 spp.)
        4. Lobostemon Lehm. (29 spp.)
        5. Cystostemon Balf. fil. (16 spp.)
        6. Onosma L. (268 spp.)
        7. Choriantha Riedl (1 sp.)
        8. Maharanga A. DC. (10 spp.)

    2. Tribus Boragineae Rchb.
      1. Subtribus Moritziinae Weigend
        1. Moritzia DC. ex Meisn. (3 spp.)
        2. Thaumatocaryon Baill. (1 sp.)

      2. Subtribus Boragininae
        1. Trachystemon D. Don (1 sp.)
        2. Brunnera Stev. (3 spp.)
        3. Phyllocara Gusul. (1 sp.)
        4. Hormuzakia Gusul. (3 spp.)
        5. Gastrocotyle Bunge (2 spp.)
        6. Cynoglottis (Gusul.) Vural & Kit Tan (2 spp.)
        7. Lycopsis L. (2 spp.)
        8. Anchusella Bigazzi, E. Nardi & Selvi (2 spp.)
        9. Anchusa L. (29 spp.)
        10. Melanortocarya Selvi, Bigazzi, Hilger & Papini (1 sp.)
        11. Pulmonaria L. (21 spp.)
        12. Nonea Medik. (48 spp.)
        13. Symphytum L. (32 spp.)
        14. Pentaglottis Tausch (1 sp.)
        15. Borago L. (5 spp.)

  3. Subfamilia Cynoglossoideae Weigend
    1. Tribus Lasiocaryeae Weigend
      1. Chionocharis I. M. Johnst. (1 sp.)
      2. Microcaryum I. M. Johnst. (2 spp.)
      3. Lasiocaryum I. M. Johnst. (6 spp.)

    2. Tribus Trichodesmeae Zakirov ex H. Riedl
      1. Trichodesma R. Br. (40 spp.)
      2. Caccinia Savi (6 spp.)

    3. Tribus Asperugeae Zakirov ex Ovczinnikova
      1. Memoremea A. Otero, Jim. Mejías, Valcárcel & P. Vargas (1 sp.)
      2. Asperugo L. (1 sp.)
      3. Anoplocaryum Ledeb. (6 spp.)
      4. Mertensia Roth (35 spp.)

    4. Tribus Omphalodeae Weigend
      1. Gyrocaryum Valdés (1 sp.)
      2. Iberodes Serrano, R. Carbajal & S. Ortiz (5 spp.)
      3. Nihon IA. Otero, Jim. Mejías, Valcárcel & P. Vargas (5 spp.)
      4. Omphalodes Mill. (12 spp.)
      5. Omphalotrigonotis W. T. Wang (2 spp.)
      6. Sinojohnstonia Hu (4 spp.)
      7. Mimophytum Greenm. (11 spp.)
      8. Myosotidium Hook. (1 sp.)
      9. Selkirkia Hemsl. (4 spp.)

    5. Tribus Rochelieae A. DC.
      1. Subtribus Heterocaryinae H. Riedl
        1. Suchtelenia Kar. ex Meisn. (1 sp.)
        2. Pseudoheterocaryum Kaz. Osaloo & Saadati (4 spp.)
        3. Heterocaryum A. DC. (2 spp.)

      2. Subtribus Eritrichiinae Benth. & Hook. fil.
        1. Hackelia Opiz ex Berchtold (49 spp.)
        2. Embadium J. M. Black (3 spp.)
        3. Oncaglossum Sutorý (1 sp.)
        4. Pseudolappula Khoshsokhan & Kaz. Osaloo (1 sp.)
        5. Eritrichium Schrad. (76 spp.)
        6. Lappula Moench (78 spp.)
        7. Lepechiniella Pop. (15 spp.)
        8. Rochelia Rchb. (25 spp.)

    6. Tribus Craniospermeae DC. ex Meisn.
      1. Craniospermum Lehm. (11 spp.)

    7. Tribus Myosotideae Rchb. fil.
      1. Brachybotrys Maxim. ex Oliv. (1 sp.)
      2. Trigonotis Stev. (69 spp.)
      3. Stephanocaryum Pop. (3 spp.)
      4. Decalepidanthus Riedl (10 spp.)
      5. Pseudomertensia Riedl (8 spp.)
      6. Myosotis L. (155 spp.)

    8. Tribus Cynoglosseae W. D. J. Koch
      1. Subtribus Microulinae Weigend
        1. Afrotysonia IRauschert (3 spp.)
        2. Microula Benth. (34 spp.)
        3. Metaeritrichium W. T. Wang (1 sp.)
        4. Actinocarya Benth. (2 spp.)

      2. Subtribus Amsinckiinae Brand
        1. Andersonglossum J. I. Cohen (3 spp.)
        2. Adelinia J. I. Cohen (1 sp.)
        3. Dasynotus I. M. Johnst. (1 sp.)
        4. Harpagonella A. Gray (2 spp.)
        5. Pectocarya DC. ex Meisn. (12 spp.)
        6. Amsinckia Lehm. (14 spp.)
        7. Simpsonanthus Guilliams, Hasenstab & B. G. Baldwin (1 sp.)
        8. Oreocarya Greene (62 spp.)
        9. Eremocarya Greene (1 sp.)
        10. Sonnea IGreene (3 spp.)
        11. Plagiobothrys Fisch. & C. A. Mey. (65 spp.)
        12. Greeneocharis Gürke & Harms (2 spp.)
        13. Johnstonella Brand (18 spp.)
        14. Cryptantha Lehm. ex Fisch. & C. A. Mey. (106 spp.)
        15. Nesocaryum I. M. Johnst. (1 sp.)

      3. Subtribus Bothriosperminae H. Riedl
        1. Bothriospermum Bunge (6 spp.)
        2. Thyrocarpus Hance (3 spp.)
        3. Antiotrema Hand.-Mazz. (1 sp.)

      4. Subtribus Cynoglossinae Dumort.
        1. Lindelofia Lehm. (10 spp.)
        2. Microparacaryum (Popov ex Riedl) Hilger & Podlech (3 spp.)
        3. Brandellia R. R. Mill (1 sp.)
        4. Paracynoglossum IPopov (9 spp.)
        5. Paracaryum Boiss. (68 spp.)
        6. Cynoglossum L. (68 spp.)
        7. Ailuroglossum Sutorý (2 spp.)
        8. Cynoglossopsis Brand (2 spp.)
        9. Ivanjohnstonia Kazmi (1 sp.)
        10. Crucicaryum O. Brand (1 sp.)
        11. Rindera Pall. (32 spp.)
        12. Pardoglossum Barbier & Mathez (5 spp.)
        13. Solenanthus Ledeb. (22 spp.)
        14. Mapuchea Serrano, R. Carbajal & S. Ortiz (1 sp.)
2. Familia Wellstediaceae Novák (6 spp.)
  1. Wellstedia Balf.fil. (6 spp.)
3. Familia Codonaceae Weigend & Hilger (2 spp.)
  1. Codon L. (2 spp.)
4. Familia Hydrophyllaceae R. Br. (239 spp.)
  1. Phacelia Juss. (200 spp.)
  2. Romanzoffia Cham. (5 spp.)
  3. Draperia Torr. (1 sp.)
  4. Eucrypta Nutt. (2 spp.)
  5. Emmenanthe Benth. (1 sp.)
  6. Ellisia L. (1 sp.)
  7. Pholistoma Lilja ex Lindl. (3 spp.)
  8. Hydrophyllum L. (9 spp.)
  9. Nemophila Nutt. ex Barton (13 spp.)
  10. Tricardia Torr. ex S. Watson (1 sp.)
  11. Hesperochiron S. Watson (2 spp.)
  12. Howellanthus (Constance) Walden & R. Patt. (1 sp.)
5. Familia Namaceae Molinari (67 spp.)
  1. Nama L. (50 spp.)
  2. Andropus Brand (1 sp.)
  3. Wigandia Kunth (6 spp.)
  4. Turricula J. F. Macbr. (1 sp.)
  5. Eriodictyon Benth. (9 spp.)
6. Familia Heliotropiaceae Schrad. (522 spp.)
  1. Ixorhea Fenzl (1 sp.)
  2. Myriopus Small (22 spp.)
  3. Euploca Nutt. (170 spp.)
  4. Heliotropium L. (224 spp.)
  5. Tournefortia L. (105 spp.)
7. Familia Lennoaceae Solms (4 spp.)
  1. Lennoa La Llave ex Lex. (1 sp.)
  2. Pholisma Nutt. ex Hook. (3 spp.)
8. Familia Ehretiaceae Mart. (201 spp.)
  1. Ehretia P. Browne (69 spp.)
  2. Cortesia Cav. (1 sp.)
  3. Halgania Gaudich. (18 spp.)
  4. Tiquilia Pers. (28 spp.)
  5. Bourreria P. Browne (72 spp.)
  6. Rochefortia Sw. (11 spp.)
  7. Lepidocordia Ducke (2 spp.)
9. Familia Hoplestigmataceae Gilg (2 spp.)
  1. Hoplestigma Pierre (2 spp.)
10. Familia Cordiaceae R. Br. ex Dumort. (373 spp.)
  1. Cordia L. (222 spp.)
  2. Varronia P. Browne (151 spp.)
11. Familia Coldeniaceae J. S. Mill. & Gottschling (1 sp.)
  1. Coldenia L. (1 sp.)